# Rußbach am Paß Gschütt
Rußbach am Paß Gschütt är en kommun i Österrike. Den ligger i distriktet Hallein i förbundslandet Salzburg, 230 kilometer väster om huvudstaden Wien. 
Kommunen består av tre orter (Ortschaften) (inom parentes invånarantal 1 januari 2024):
- Gseng (189)
- Rußbachsaag (397)
- Schattau (186)